# Подайкеево
Подайкеево — деревня в составе  Аксёльского сельского поселения Темниковского района Республики Мордовия.

## География
Находится на расстоянии примерно 13 километров на восток-юго-восток от районного центра города Темников.

## История
Упоминается с 1866 года, когда она была учтена как владельческая деревня Темниковского уезда из 17 дворов, название по фамилии бывших владельцев Подкеевых.

## Население
Постоянное население составляло 28 человек (русские 100%) в 2002 году, 3 в 2010 году .